# ماسون سي. دارلينغ
ماسون سي. دارلينغ هو مدرس وسياسي أمريكي، ولد في 18 مايو 1801 في أميرست في الولايات المتحدة، وتوفي في 12 مارس 1866 في شيكاغو في الولايات المتحدة. نشط حزبياً في الحزب الديمقراطي. وقد انتخب عضو مجلس نواب ماساتشوستس ‏ وانتخب عضو مجلس النواب الأمريكي ‏.